# Mesoprionus lefebvrei
Mesoprionus lefebvrei es una especie de escarabajo longicornio del género Mesoprionus, categorizada en la tribu Prionini, de la subfamilia Prioninae. Fue descrita por Marseul en 1856.
El período de actividad en ejemplares adultos se presenta regularmente entre junio y noviembre. Existe un ejemplar de la especie en el museo Nacional de Historia Natural de Francia.

## Descripción
Mide 25-45 mm de longitud.

## Distribución
Se distribuye por Egipto, Israel, Jordania, Bulgaria, Grecia, Macedonia, Chipre, Albania, Libano, Siria y Turquía.